# Đại An, Bạch Thành
Đại An (chữ Hán giản thể:大安市) là một thành phố cấp huyện thuộc địa cấp thị Bạch Thành, tỉnh Cát Lâm, Cộng hòa Nhân dân Trung Hoa. Thành phố này có diện tích 4879 ki-lô-mét vuông, dân số 420.000 người. Mã số bưu chính là 131300. Về mặt hành chính, thành phố này được chia thành 5 nhai đạo, 9 trấn, 16 hương và 1 hương dân tộc.
- Nhai đạo: An Bắc, Cẩm Hoa, Lâm Giang, Huệ Dương, Trường Hồng.
- Trấn: Minh Lượng Bào, An Quảng, Phong Thu, Tân Bình An, Lưỡng Gia Tử, Xá Lực, Đại Cương Tử, Xoa Can, Long Chiều.
- Hương: Tư Khỏa Thụ, Liên Hợp, Thái Sơn, Tứ Đại Oa, Lạc Thắng, Tân Hoang, Đại Lãi, Hồng Cương Tử, Đồng Kiến, Lai Phúc, Lục Hợp, Cổ Thành, Thiêu Oa, Đại Du Thụ, Hải Đà, Tĩnh Sơn.
- Hương dân tộc Mông Cổ Tân Ngải Lý.